# Westerlund 1-26
 (avril 2016).
Si vous disposez d'ouvrages ou d'articles de référence ou si vous connaissez des sites web de qualité traitant du thème abordé ici, merci de compléter l'article en donnant les références utiles à sa vérifiabilité et en les liant à la section « Notes et références ».
Désignations
Westerlund 1-26 ou Wd 1-26  est une supergéante rouge ou une hypergéante située à la périphérie de l'amas Westerlund 1. Il s'agit d'une des étoiles les plus grosses découvertes jusqu'à présent, bien que son rayon soit mal connu. Il est d'environ 1530 à 2550 rayons solaires, soit 1 065 000 000 à 1 775 000 000 kilomètres (~7-12 UA). Si elle était placée au centre du Système solaire, sa photosphère engloutirait l'orbite de Jupiter ou celle de Saturne. Il est possible que cette étoile soit plus grande que VY Canis Majoris.

## Découverte
Westerlund 1 a été découverte par Bengt Westerlund en 1961 au cours d'un examen infrarouge de la zone d'évitement et décrite comme « un amas fortement rougi dans la constellation de l'Autel ».[non pertinent]